# Vama Veche
Vama Veche – wieś w Rumunii, w okręgu Konstanca, w gminie Limanu. W 2011 roku liczyła 282 mieszkańców.